# Buslijn 61 (Amsterdam)

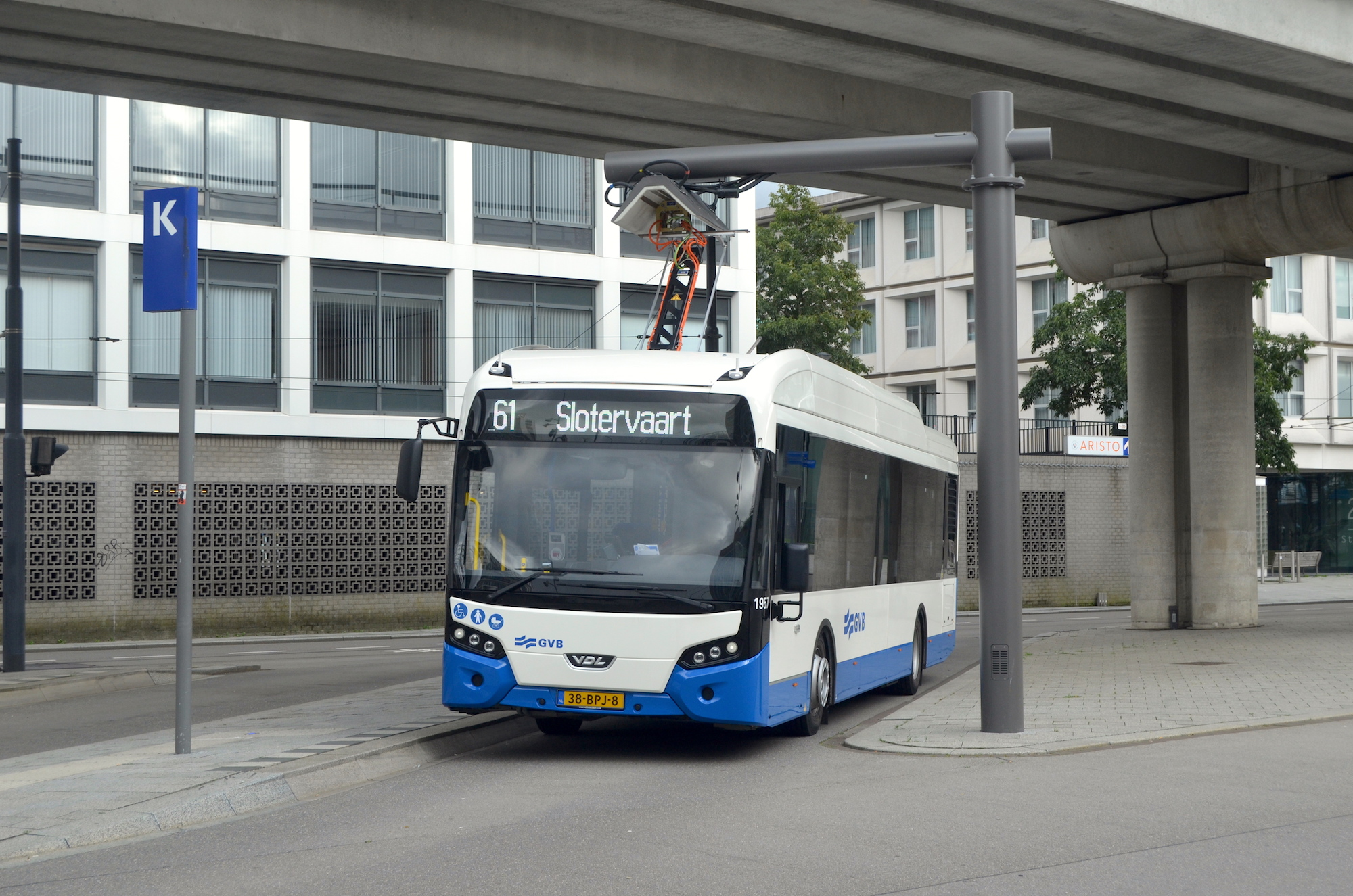
Elektrische bus 1957 op lijn 61 aan het opladen bij het eindpunt Station Sloterdijk; 4 september 2020.

Buslijn 61 is een stadsbuslijn in Amsterdam geëxploiteerd door het GVB en verbindt het station Sloterdijk met het Osdorpplein. Er hebben in Amsterdam sinds 1983 drie buslijnen met het lijnnummer 61 bestaan. De lijn 61 (versie 2012) wordt gereden met standaard bussen uit de hoofdgarage West en de eerdere twee lijnen uit garage zuid.

## Geschiedenis

### Lijn 61 I
De eerste lijn 61 werd ingesteld op 29 mei 1983 samen met lijn 60 als vervanger van de per
dezelfde datum opgeheven lijnen 50/51 en 53 en de tot Weesp ingekorte Almerelijn 153. De lijn verbond het metrostation Holendrecht met de wijken Reigersbos, Gein en het metrostation Gaasperplas en reed verder via de Karspeldreef, Groesbeekdreef en Bijlmerdreef naar het station Bijlmer. Vandaar werd verder gereden via de Dolingadreef naar Duivendrecht en het industriegebied Overamstel naar het Amstelstation.
In de avonduren en het weekeinde werd echter niet verder gereden dan de Dolingadreef waar echter niet gekeerd kon worden en dus reed de lijn door naar het oude metrostation Duivendrecht waar dat wel kon. Tussen Holendrecht en Duivendrecht werd om en om met lijn 60 gereden en in Overamstel was de dienstregeling geïntegreerd met die van lijn 46. Omdat een klein stukje Gooiseweg in Gein nog niet gereed was moest lijn 61 tot 1988 het traject in Gein over de Schoonhovendreef en Wageningendreef heen en weer rijden. Na het gereed komen van de nieuwbouw in de Venserpolder werd via deze wijk gereden en eindigden de avond- en weekeinderitten daar. Ook werd als vervanger van lijn 56 vanaf 1987 het nieuwe hoofdkantoor van het GEB aan de Spaklerweg aangedaan alwaar een halte binnen de poort was.
Op 20 mei 1988 werd lijn 61 ingrijpend gewijzigd. Vanaf Holendrecht werd nu achter het AMC gereden en daarna via de gehele Schoonhovendreef naar Gein. Hier was inmiddels in de Wamelstraat een tijdelijke busbaan aangelegd waarna het heen en weer rijden kon vervallen. Vandaar werd via de Meerkerkdreef en Huntumdreef naar station Bijlmer gereden en vandaar via de Daalwijkdreef naar het metrostation Verrijn Stuartweg. Het traject naar het Amstelstation verviel. De lijn kreeg op maandag tot en met zaterdag overdag een kwartierdienst.
Omdat de passagiersaantallen tegen vielen werd een jaar later de lijn weer gewijzigd. Nu werd het een ringlijn in twee richtingen die Holendrecht met Reigersbos, Gein, Gaasperplas en Kraaiennest verbond en vandaar via de 's-Gravendijkdreef, Elsrijkdreef en Daalwijkdreef naar station Bijlmer reed en vandaar via de kortste route naar Holendrecht. De frequentie werd weer teruggebracht tot een halfuurdienst en tussen Holendrecht en Kraaiennest werd om en om met lijn 60 gereden.
In mei 1994 werd de lijn weer geheel veranderd en was voortaan geen ringlijn meer maar reed vanaf de Dolingadreef via de route van lijn 59 door naar de KNSM-laan waarbij ook om en om werd gereden. In Gaasperdam werd om en om met lijn 60 gereden. In 1995 werd lijn 61 echter weer ingekort tot het Muiderpoortstation, dit in tegenstelling tot lijn 59.
In maart 1997 werd de Bijlmerdreef verlaagd waardoor de lijnen 59 en 61 moesten omrijden waardoor het om en om rijden, dat toch al slecht functioneerde door de afwijkende routes en omdat lijn 59 veel drukker was dan lijn 61, niet meer voldeed. Men besloot daarom de frequentie van lijn 59 te verdubbelen en lijn 61 op te heffen. In samenhang hiermee kreeg lijn 60 een gewijzigde route.

### Lijn 61 II
Eind mei 2000 werd opnieuw een lijn 61 ingesteld. Nu tussen de Gaasperplas en Holendrecht waarbij werd gereden via Kraaiennest, Groesbeekdreef, Bijlmerdreef naar station Bijlmer en vandaar door Amstel III naar Holendrecht. Er werd alleen maandag tot en met vrijdag overdag gereden. Tot het gereedkomen van de verlaagde Bijlmerdreef reed de lijn echter ook in het weekend omdat lijn 29 moest omrijden. In de hoogzomerdienst reed lijn 61 later niet meer. Door personeelsgebrek kwam het regelmatig voor dat de lijn helemaal niet reed en omdat de lijn nergens alleen reed verwees men de passagiers dan naar lijnen 29 en 59. Bij de optimalisatie van het lijnennet op 28 mei 2006 werd deze lijn 61 opgeheven en vervangen door lijn 47.

### Lijn 61 III
De huidige lijn 61 werd ingesteld op 1 januari 2012 en verbindt station Sloterdijk met Geuzenveld (waarbij in tegenstelling tot lijn 192 niet meer door de Eendracht wordt gereden), Osdorp, Nieuw Sloten en de Louwesweg bij het Slotervaartziekenhuis. De lijn kwam ter vervanging van de ingekorte en naar Connexxion overgegane Sternetlijn 192. De lijn rijdt niet na 20:00 uur en op zondag.
Door de afsluiting van de de Savornin Lohmanstraat, waardoor lijn 69 tijdelijk niet in Geuzenveld kon komen, reed de lijn sinds 5 oktober 2015 tijdelijk ook na 20:00 uur en op zondag tot afloop van de werkzaamheden.
Door de aanleg van de Westtangent reed de lijn in Osdorp een zeer langdurige omleidingsroute waarbij via de Baden Powellweg werd gereden in plaats van via Meer en Vaart.
Op 3 januari 2021 werd de lijn vanaf station Sloterdijk ingekort tot Osdorpplein Noord met een standplaats naast de Osdorpergracht waarna wordt teruggekeerd. Het traject naar Nieuw Sloten en Slotervaart verviel. Daarnaast rijdt de lijn weer op alle exploitatieuren om het vervallen van de route van lijn 369 door Geuzenveld te compenseren.
Huidig: 15 · 18 · 21 · 22 · 34 · 35 · 36 · 37 · 38 · 40 · 41 · 43 · 44 · 47 · 48 · 49 · 61 · 62 · 63 · 65 · 66 · 68 · 231 · 233 · 245 · 246 · 247 · 267 · 360 · 369 · 461 · 463 · 464
Voormalig: A · B · C · D · E · F · G · H · K · L · M · P · R · S · 5 · 6 · 8 · 11 · 12 · 13S · 14 · 17 · 19 · 20 · 23 · 26 · 28 · 29 · 30 · 31 · 32 · 33 · 39 · 42 · 44P · 45 · 46 · 50/51 · 53 · 54 · 55 · 56 · 57 · 58 · 59 · 60 · 60S · 64 · 67 · 69 · 70 · 95/195 · 148 · 149 · 165/166 · 192 · 199 · 222 · 230 · 232 ·  240 · 248 · 249 · 265 · 269 · 315 · 326 · 465 · 580 · 581 · 582 · 583

Zie ook: Amsterdams busnet · Geschiedenis busnet · Amsterdams nachtbusnet · Portaal openbaar vervoer